# It Chapter Two
It Chapter Two is een Amerikaanse-Canadese horrorfilm geproduceerd door Warner bros. en New Line Cinema uit 2019. De film is het vervolg op It, beide gebaseerd op de roman uit 1986 van Stephen King en kan gezien worden als een remake van het tweede deel van de miniserie It uit 1990. De film is geregisseerd door Andy Muschietti en geschreven door Gary Dauberman. Het verhaal speelt zich af in 2016, 27 jaar na de gebeurtenissen van de eerste film.

## Verhaal
Het kwaad huist zich opnieuw in het stadje Derry die ‘de Losers Club’ – jong en oud – weer bij elkaar brengt naar waar het allemaal begon. Omdat elke 27 jaar het kwaad terugkeert naar het stadje Derry, in de Amerikaanse staat Maine, brengt It Chapter Two de personages – die allen hun eigen weg zijn gegaan – weer bij elkaar als volwassenen, bijna drie decennia na de gebeurtenissen van de eerste film om het voor een laatste keer op te nemen tegen Pennywise, de moordlustige clown.

## Rolverdeling
- Bill Skarsgård als Pennywise / "It"
- James McAvoy als Bill Denbrough
  - Jaeden Martell als jonge Bill
- Jessica Chastain als Beverly Marsh
  - Sophia Lillis als jonge Beverly
- Bill Hader als Richie Tozier
  - Finn Wolfhard als jonge Richie
- Jay Ryan als Ben Hanscom
  - Jeremy Ray Taylor als jonge Ben
- Isaiah Mustafa als Mike Hanlon
  - Chosen Jacobs als jonge Mike
- James Ransone als Eddie Kaspbrak
  - Jack Dylan Grazer als jonge Eddie
- Andy Bean als Stanley Uris
  - Wyatt Oleff als jonge Stanley
- Teach Grant als Henry Bowers
  - Nicholas Hamilton als jonge Henry
- Owen Teague als Zombie Hockstetter
- Jackson Robert Scott als Dode Georgie Denbrough
- Molly Atkinson als Myra / Sonia Kaspbrak
- Luke Roessler als Dean
- Ryan Kiera Armstrong als Victoria Fuller
- Stephen Bogaert als Mr. Marsh
- Joan Gregson als Mrs. Kersh
- Xavier Dolan als Adrian Mellon
- Taylor Frey als Don Hagarty
- Javier Botet als Hobo / Heks
- Peter Bogdanovich als Peter de regisseur
- Stephen King als winkeleigenaar
- Jess Weixler als Audra Phillips
- Megan Charpentier als jonge Gretta
- Jake Weary als Webby
- Katie Lunman als Chris Unwin
- Kelly Van der Burg als Victoria's moeder
- Joe Bostick als Mr. Keene

## Ontvangst
De film ontving op Rotten Tomatoes 62% goede reviews, gebaseerd op 322 beoordelingen. Op Metacritic werd de film beoordeeld met een metascore van 58/100, gebaseerd op 52 critici.